# Olesia Krasnomovets
Olesia Krasnomovets (Rusia, 8 de julio de 1979) es una atleta rusa, especialista en la prueba de 4x400 m, en la que ha logrado ser campeona mundial en 2005.

## Carrera deportiva
En las Olimpiadas de Atenas 2004 ganó la medalla de plata en 4x400 metros, tras Estados Unidos y por delante de Jamaica.
Al año siguiente, en el Mundial de Helsinki 2005 ganó la medalla de oro en la misma prueba, con un tiempo de 3:20.95 segundos, por delante de Jamaica y Reino Unido, y siendo sus compañeras de equipo: Yuliya Pechonkina, Natalya Antyukh y Svetlana Pospelova.